# Burg Scharfenstein (Kiedrich)
Die Burg Scharfenstein ist die Ruine einer Spornburg in der Nähe der Gemeinde Kiedrich im Rheingau-Taunus-Kreis in Hessen. Sie befindet sich an der Straße von Kiedrich nach Hausen vor der Höhe auf einem 230 m ü. NN hohen Bergsporn. 
Auf dem Gelände um den ehemaligen Bergfried, der einen weiten Ausblick auf die Rebhänge des Rheingaues bietet, finden gelegentlich Burgfeste statt.

## Geschichte
1160 wurde die Burg als Landesburg unter Erzbischof Christian I. von Buch erbaut und ab 1191 von Burgmannen besetzt, die sich dann „von Scharfenstein“ nannten. Das bekannteste von hier entstammende Geschlecht sind die Kratz von Scharfenstein. Die Burg war im 13. Jahrhundert mehrfach erzbischöfliche Residenz. Seit dem 14. Jahrhundert führen die Kiedricher den Turm der Burg in ihrem Wappen.
Ab 1686 wurde die Burg unbewohnbar und 1962 die restliche Burgbebauung entfernt. In den Jahren 2008 und 2009 wurde der Bergfried saniert, die Kosten betrugen ca. 380.000 Euro.

## Anlage
Von der ehemaligen Burganlage ist heute noch der 28 m hohe Bergfried mit einem Durchmesser in der Basis von 9 m sehr gut erhalten. Im unteren Teil befindet sich das Burgverlies. Der Hocheingang befindet sich in einer Höhe von 7,60 m und war ursprünglich über eine Zugbrücke oder Leiter zu erreichen. Heute ist er über eine moderne Metall-Außentreppe zugänglich. Über drei Etagen führen im Inneren der 3 m starken Mauer Steintreppen zur ehemaligen Wehrplatte, die als Aussichtsplattform dient.

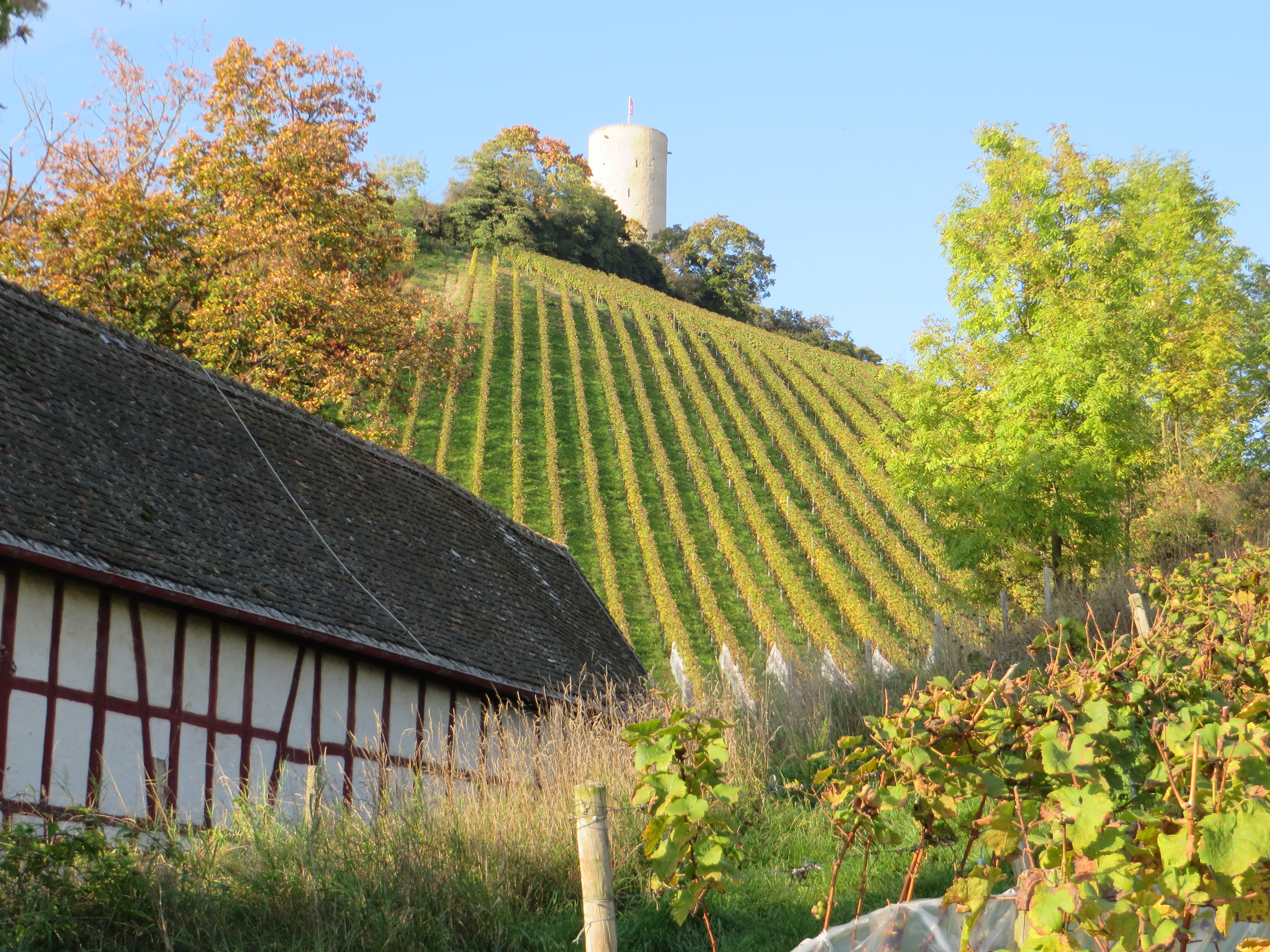
Ruine Scharfenstein über den Weinbergen bei Kiedrich

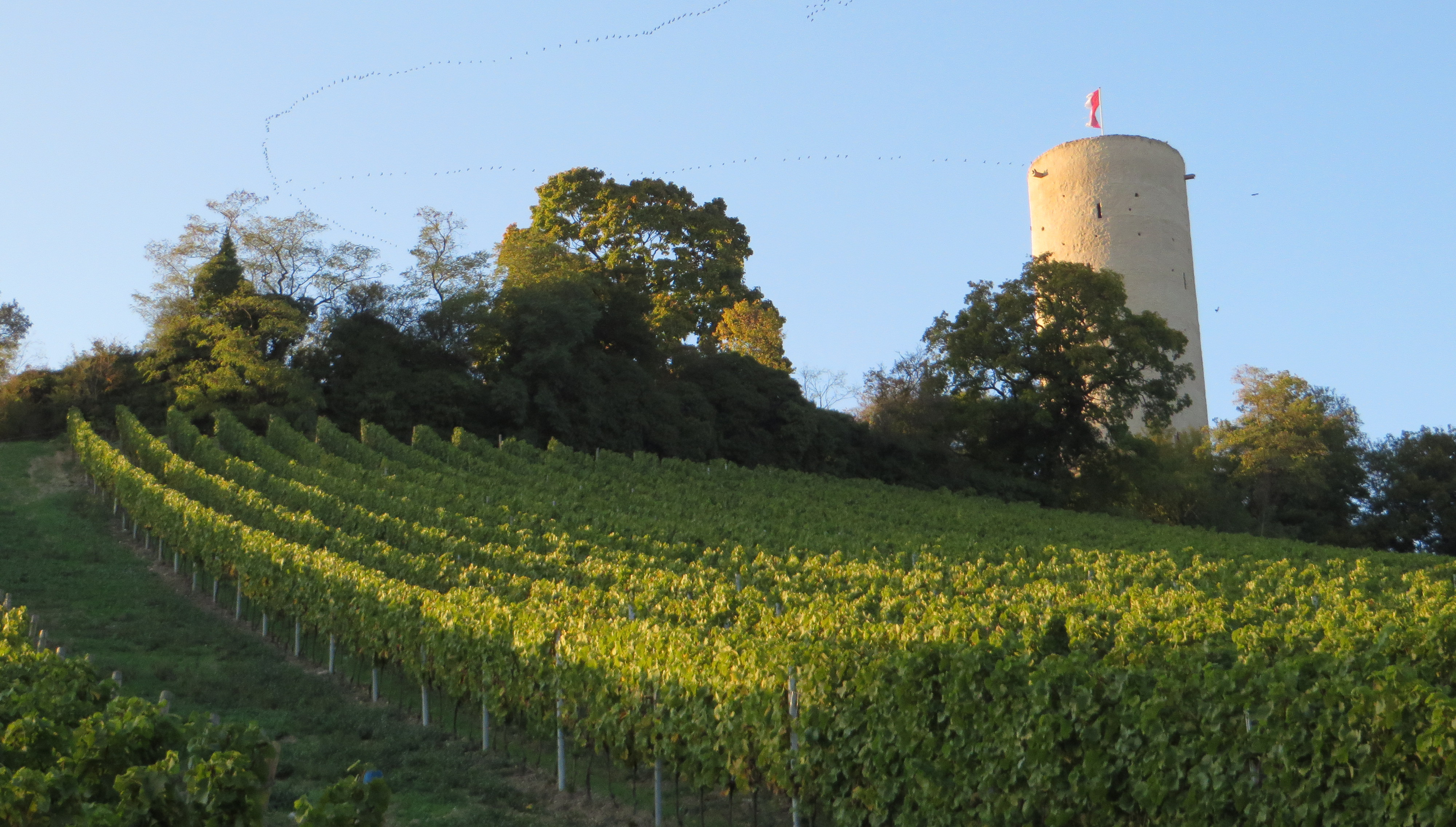
Die Ruine Scharfenstein bei Kiedrich